# القرن 4
| عقد 290 | 290 | 291 | 292 | 293 | 294 | 295 | 296 | 297 | 298 | 299 |
| عقد 300 | 300 | 301 | 302 | 303 | 304 | 305 | 306 | 307 | 308 | 309 |
| عقد 310 | 310 | 311 | 312 | 313 | 314 | 315 | 316 | 317 | 318 | 319 |
| عقد 320 | 320 | 321 | 322 | 323 | 324 | 325 | 326 | 327 | 328 | 329 |
| عقد 330 | 330 | 331 | 332 | 333 | 334 | 335 | 336 | 337 | 338 | 339 |
| عقد 340 | 340 | 341 | 342 | 343 | 344 | 345 | 346 | 347 | 348 | 349 |
| عقد 350 | 350 | 351 | 352 | 353 | 354 | 355 | 356 | 357 | 358 | 359 |
| عقد 360 | 360 | 361 | 362 | 363 | 364 | 365 | 366 | 367 | 368 | 369 |
| عقد 370 | 370 | 371 | 372 | 373 | 374 | 375 | 376 | 377 | 378 | 379 |
| عقد 380 | 380 | 381 | 382 | 383 | 384 | 385 | 386 | 387 | 388 | 389 |
| عقد 390 | 390 | 391 | 392 | 393 | 394 | 395 | 396 | 397 | 398 | 399 |
| عقد 400 | 400 | 401 | 402 | 403 | 404 | 405 | 406 | 407 | 408 | 409 |

القرن الرابع هو الفترة الزمنية الممتدة من اليوم الأول لعام 301 إلى اليوم الأخير من عام 400 حسب التقويم الميلادي.
دخلت الإمبراطورية الرومانية عصر جديد بعد تولي قسطنطين الأول من حكم الإمبراطورية الرومانية حيث أعلنت المسيحية الديانة الرسمية في الإمبراطورية بعد مرسوم ميلانو وتمت إزالة كافة قيود العبادة للمسيحيين. انقسمت الإمبراطورية الرومانية بعد وفاه الإمبراطور الروماني ثيودوسيوس الأول بين ابناؤه فتولى آركاديوس حكم المناطق الشرقية باسم الإمبراطورية الرومانية الشرقية وعاصمتها بيزنطة وتولي هونوريوس حكم المناطق الغربية باسم الإمبراطورية الرومانية الغربية وعاصمتها ميلانو. أدى هذا الانقسام فيما بعد لضعف الإمبراطورية مهددة خطرها من القبائل الجرمانية في الإمبراطورية الغربية ومن الإمبراطورية الساسانية. لم يكن حال المسيحيين في الشرق كما هو في روما حيث بدأت حملة الإظطهاد الشابوري من الساسانيين بعد أن أصبحت المسيحية الدين الرسمي لروما الدولة العدوة الأولى لفارس وواجهت المسيحية المشرقية حينها أكبر أنواع الاضطهاد.

## أحداث
- 301 انتصرت الإمبراطورية الرومانية علي الإمبراطورية الساسانية واضطر الشاه الساساني نرسي لعقد معاهدة مع الامبراطورية الرومانية قضت بترك الساسانيون كل الأراضي غرب دجلة وعدم تدخل الساسانيون في شؤون أرمينيا وجورجيا.
- 301 أُجبر الشاه الساساني نرسي علي التخلي عن العرش بعد الهزيمة وخلفه ابنه هرمز الثاني.
- 301: أرمينيا تصبح أول مملكة تتبنى المسيحية كديانة رسمية.
- 305 تنازل الأباطرة الرومان دقلديانوس ومكسيميانوس عن الحكم في مايو وحسب نظام الحكم الرباعي الذي اصدره دقلديانوس توج غاليريوس أغسطس الشرق وقسطنطيوس أغسطس الغرب وماكسيميانوس الثاني كأمبراطور مبتدأ من قبل غاليريوس. وسيفيروس كأمبراطور مبتدأ من قبل قسطنطيوس.
- 306 وفاة الأمبراطور الروماني قسطنطيوس أغسطس الغرب في أكتوبر ورفع الإمبراطور سيفيروس لمرتبة أغسطس في الغرب وقسطنطين الأول ابن قسطنطيوس أمبراطور مبتدأ.
- 306: قسطنطين الأول يتولى حكم الإمبراطورية الرومانية في الغال وبريطانيا خلفاً لوالده قسطنطين كلوروس.
- 306 ثار مكسنتيوس أبن ماكسيميانوس في إيطاليا حيث اختاره مجلس الشيوخ كامبراطور حاول غاليريوس وأد ثورة ماكسنتيوس بغزو إيطاليا الا انه فشل.
- 307 قُتل الأمبراطور الروماني سيفيروس أغسطس الغرب. فتم ترقية الإمبراطور قسطنطين الأول لرتبة أغسطس.
- 309 وفاة الشاه الساساني هرمز الثاني في وخلفه ابنه سابور الثاني وهو في رحم أمه.
- 311 وفاة الإمبراطور الروماني غاليريوس أغسطس الشرق في مايو. وخلفه ليسينيوس أغسطس في الشرق.
- 311: غاليريوس يصدر مرسوم سرديكا وألذي أنهى الاضطهاد الدقلدياني ضد المسيحيين.
- 312 انتصر قسطنطين الأول علي الإمبراطور مكسنتيوس في معركة جسر ميلفيو في أكتوبر وغرق مكسنتيوس في نهر التيبر خلال المعركة.
- 313 انتصار ليسينيوس أغسطس الشرق علي الإمبراطور ماكسيميانوس الثاني في حرب أهلية ليصبح أغسطس الشرق الأوحد.
- 313 بعد ان دانت السيطرة لاغسطس الغرب قسطنطين الأول واغسطس الشرق ليسينيوس تقابلا في فبراير لأعلان مرسوم ميلانو الذي أنهي الاضطهاد ضد المسيحيين في الإمبراطورية الرومانية والتسامح الديني وحرية العبادة وإعادة كافة ممتلكات المسيحيين المصادرة أثناء الإضطهاد الدقلدياني.
- 316 الصراعات الداخلية وصراع الأمراء علي السلطة قوض مملكة جين الصينية واضعفها مما أدي لأحتلال جماعات البدو لشمال الصين وأرتحال بلاط جين للجنوب وتأسيس مملكة جين الشرقية.
- 320 أسس ماهاراجا سرِ-جوبتا إمبراطورية جوبتا في شمال الهند وشرق باكستان.
- 325 قام  الشاه الساساني سابور الثاني بحملة عسكرية ضد القبائل العربية وفرض نفوذ الإمبراطورية الساسانية في شبه الجزيرة العربية.
- 325: بدأ حملة شابور الثاني العسكرية على شبه الجزيرة العربية.
- 325 تدهورت العلاقة بين الأباطرة الرومان قسطنطين الأول وليسينيوس وأندلعت معركة كريسبوليس إنتصر فيها قسطنطين علي ليسينوس لينهي نظام الحكم الرباعي ويصبح الحاكم الوحيد  للإمبراطورية الرومانية.
- 325: مملكة أكسوم في الحبشة تعتنق المسيحية.
- 325: انعقاد مجمع نيقية الأول والتي اتفقت على هرطقة الآريوسية وعلى إقرار قانون الإيمان.
- 330 قام الإمبراطور الروماني قسطنطين الأول ببناء مدينة بيزنطة في مايو ونقل عاصمه الإمبراطورية من روما الي بيزنطة التي سميت القسطنطينية فيما بعد.
- 330 أعلن الإمبراطور الروماني قسطنطين الأول المسيحية هي الديانة الرسميه للإمبراطوريه وبدأ عصر الهيمنة المسيحية.
- 337 وفاة الأمبراطور الروماني قسطنطين الأول في مايو وخلفه اولاده قسطنطين الثاني وقنسطنس الأول وقنسطانطيوس الثاني.
- 338: الإمبراطورية الرومانية تنقسم بين ابني قسطنطين الأول فتصبح الغربية وعاصمتها ميلانو تحت حكم قنسطنطين الثاني والشرقية وعاصمتها القسطنطينية تحت حكم قنسطانطيوس الثاني.
- 340 وفاة الأمبراطور الروماني قسطنطين الثاني في أبريل.
- 350 م وفاة الأمبراطور الروماني قنسطنس الأول في يناير واصبح قنسطانطيوس الثاني أمبراطور وحيد الذي فرض الآريوسية في الإمبراطورية.
- 350 تاسيس مملكة غانا في منطقة بينية بين الصحراء الكبرى والغابات بجنوب شرق موريتانيا.
- 350: الهون يبدئون بتهديدهم للإمبراطورية الساسانية.
- 350: بدأ حضارة كوتاي في إندونيسيا.
- 360: يوليان المرتد يتولى حكم الإمبراطورية الرومانية ويحاول إحياء الوثنية في الإمبراطورية.
- 361 وفاة.الأمبراطور الروماني قنسطانطيوس الثاني في نوفمبر وخلفه يوليانوس أو يوليان المرتد الذي انكر المسيحية وحاول إحياء الديانة الهلينية واضطهد المسيحيين وخاصة الرهبان.
- 362 سمح الإمبراطور الروماني يوليانوس للفرنجة وهم من القبائل الجرمانية بعبور نهر الراين والاستقرار على حدود الإمبراطورية الرومانية.
- 363 قُتل الإمبراطور الروماني يوليانوس في يونيو واختار قادة الجيش خلفه جوفيان.
- 364 وفاة الأمبراطور الروماني جوفيان في فبراير وخلفه فالنتينيان الأول فاستلم الغرب وسلّم أخاه فالنس الأريوسي الشرق.
- 365: تسونامي قوي يضرب السواحل الشرقية في البحر الأبيض المتوسط ويسبب خسائر في كريت واليونان وليبيا والإسكندرية وقبرص وصقلية.
- 370 قبائل الهون هاجروا من وراء نهر الفولجا (في روسيا حالياً) إلى أوروبا الشرقية وقاموا ببناء إمبراطورية في أوروبا عاصمتها هنجاريا (المجر حاليا).
- 370 أكتسح قبائل الهون كل الاقوام امامهم واحتلوا أوروبا الشرقية والوسطي مما دفع القبائل الجرمانية للهروب منهم الي داخل اراضي الامبراطوريه الرومانية حيث اقاموا مجتمعات وممالك.
- 370 دخلت قبائل القوط الشرقيون في حروب طاحنة ضد قوي الهون  المتصاعدة.
- 375 وفاة.الأمبراطور الروماني فالنتينان الأول في نوفمبر وخلفه ابنه جراتيان.
- 375 سقوط الإمبراطورية الكوشانية بعد انقضت عليها الإمبراطورية الساسانية من الغرب وإمبراطورية جوبتا من الشرق.
- 376 بقي القوط الغربيون في داكيا حتى قدّم زعيم قبائل القوط فريتيجيرن التماساً إلى الإمبراطور الروماني فالنس للسماح لهم بالاستيطان على الضفة الجنوبية من نهر الدانوب احتماء من قبائل الهون.
- 377 المجاعة تجتاح القوط الغربيون ولم تدعمهم روما بحصص غذائية وعدتهم بها مما أدي لاحتدام الصراع بينهم.
- 378 اندلاع معركة أدريانوبل في أغسطس بين القوط الغربيون والإمبراطورية الرومانية واستطاع القوط الانتصار في تلك المعركة وقتل الإمبراطور الروماني فالنس.
- 378: مقتل الإمبراطور البيزنطي فالنس في معركة أدريانوبل ضد قبائل القوط الغربيين في أدرنة. وخلفه ثيودوسيوس الأول إمبراطورا علي الشرق.
- 379 عقد فريتيجيرن ملك القوط الغربيين معاهده صلح مع الإمبراطور الروماني ثيودوسيوس الأول.
- 379 وفاة الشاه الساساني سابور الثاني وخلفه اخيه أردشير الثاني.
- 379: الإمبراطور ثيودوسيوس الأول يجعل من المسيحية الديانة الرسمية للإمبراطورية الرومانية ويحرم عبادة الوثنية في الإمبراطورية.
- 381: انعقاد مجمع القسطنطينية الأول والذي أكد على الثالوث المسيحي.
- 383 وفاة الإمبراطور الروماني جراتيان في أغسطس واصبح ثيودوسيوس الأول امبراطور وحيد للامبراطورية الرومانية.
- 383 وفاة الشاه الساساني أردشير الثاني وخلفه ابن اخيه سابور الثالث.
- 387 تقدم الهون داخل اراضي الامبراطورية الرومانية حتى  تراقيا ولم يقابلوا أي مقاومة من قبل روما. وبدأت أقوام البربر  بالضغط على إمبراطورية روما والدخول لاراضيها للاحتماء من قبائل الهون وعندما واجهت روما صعوبات في ايقاف هذه الاقوام طلبت المساعدة من  ملك الهون اولديز الذي انتصر علي اقوام البربر واجبرهم على  الهجرة إلى بلاد الغال.
- 388 وفاة الشاه الساساني سابور الثالث وخلفه ابنه بهرام الرابع.
- 391 أصبحت المسيحية هي الدين الرسمي لروما وبدأ اضطهاد الديانات الأخري.
- 394: ثيودوسيوس الأول ينجح بالاستيلاء على روما وينتصر على الإمبراطور الغاصب أوجينيوس.
- 395 وفاه الإمبراطور الروماني ثيودوسيوس الأول قسمت الامبراطوريه بين ابناؤه فتولى آركاديوس حكم المناطق الشرقية باسم الإمبراطورية الرومانية الشرقية وعاصمتها بيزنطة وهونوريوس حكم المناطق الغربية باسم الإمبراطورية الرومانية الغربية وعاصمتها ميلانو.
- 399 وفاة الشاه الساساني بهرام الرابع وخلفه ابنه يزدجرد الأول.

## الشخصيات
- دقلديانوس إمبراطور روماني
- ألاريك الأول ملك قوطي

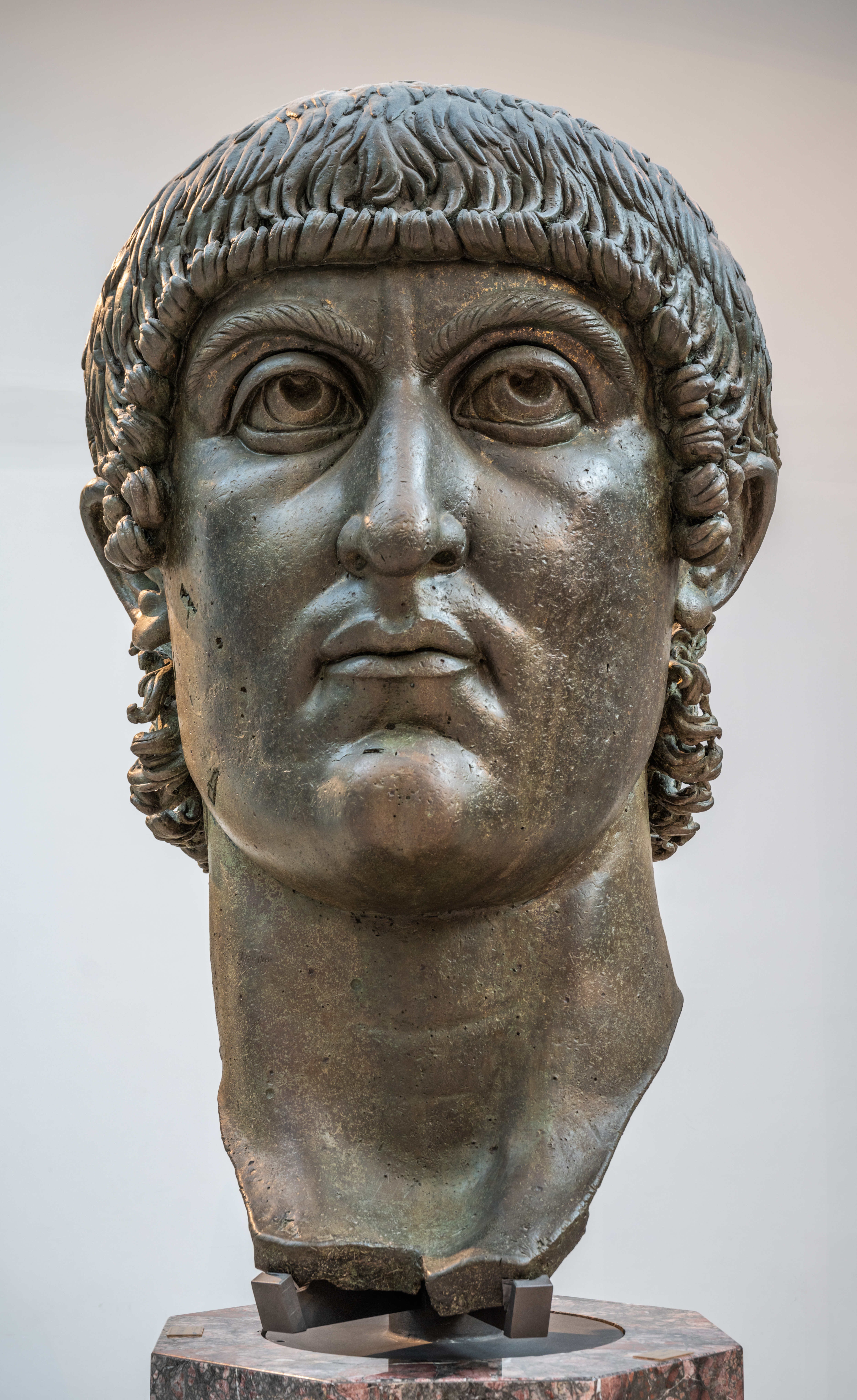
قسطنطين الأول

جرجس

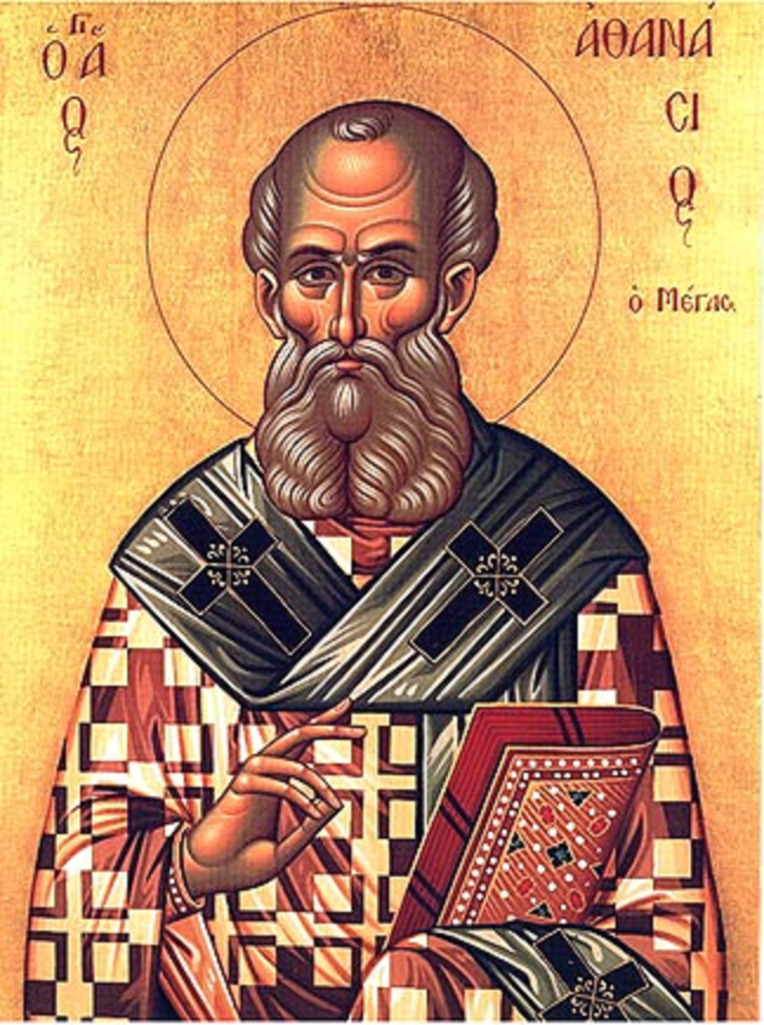
أثناسيوس الأول (بابا الإسكندرية)

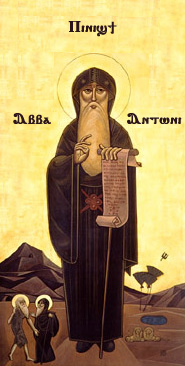
أنطونيوس الكبير

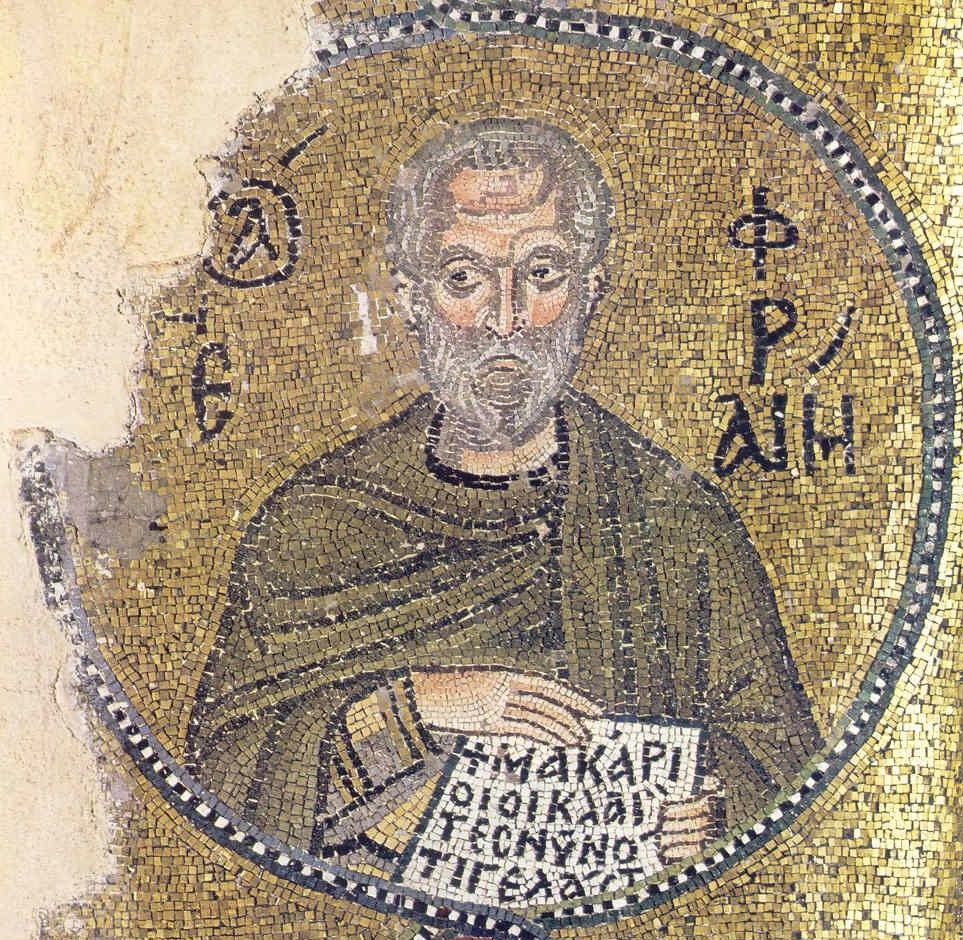
أفرام السرياني

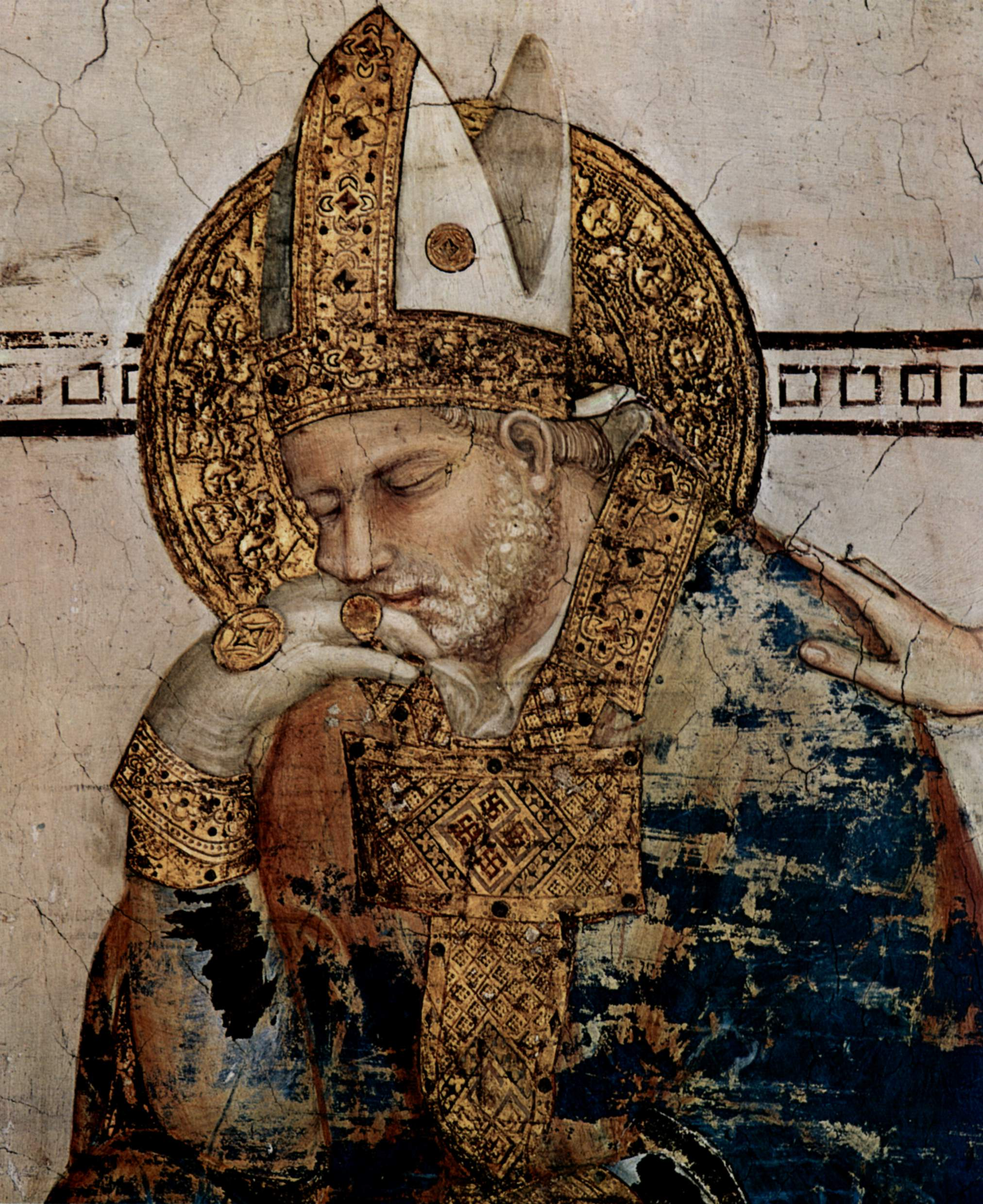
مارتين التوروزي

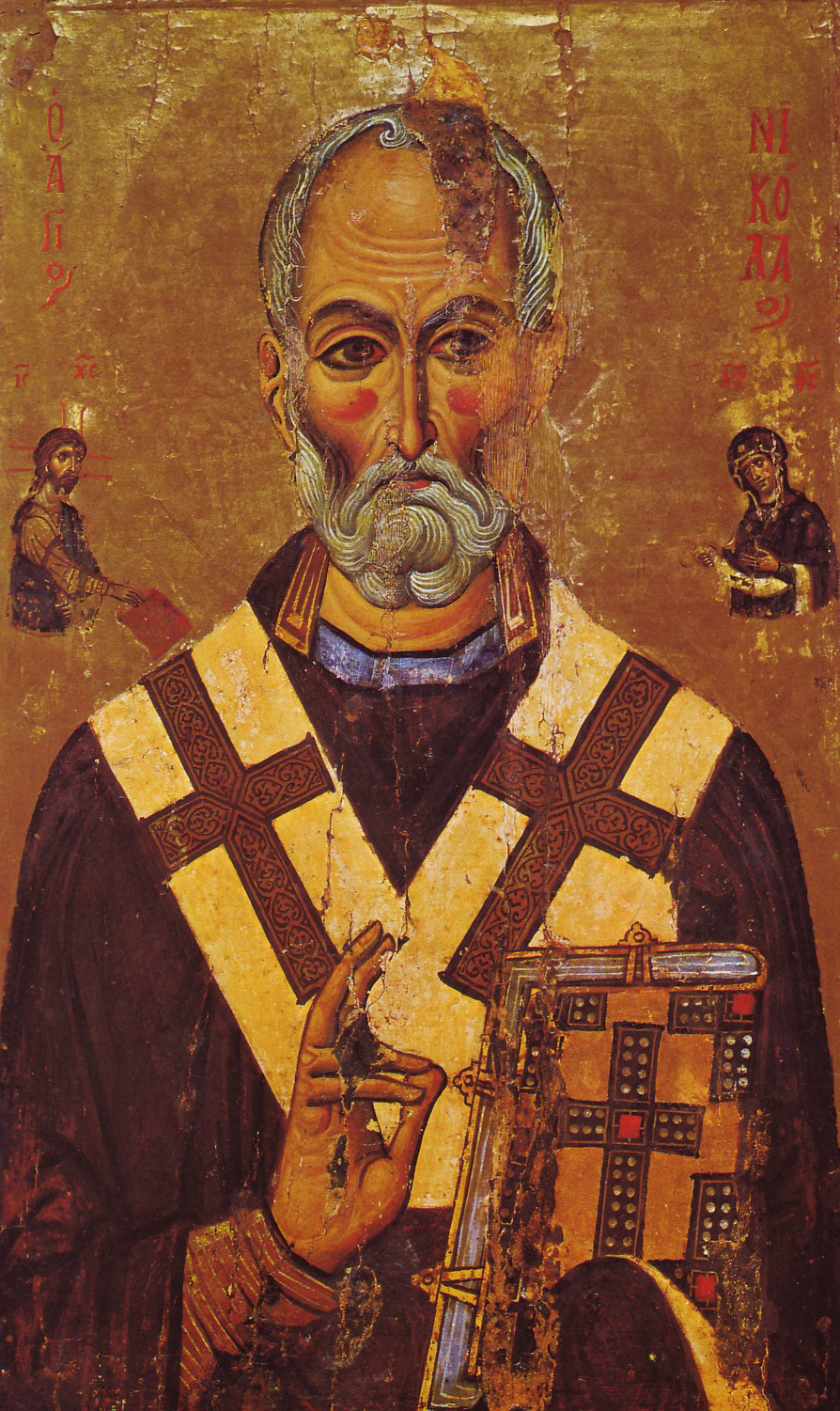
القديس نقولا

- شاندرا غوبتا الأول إمبراطور غوبتي هندي
- قسطنطين الأول إمبراطور روماني
- قنسطنس إمبراطور روماني
- قسطنطين الثاني إمبراطور روماني
- قسطنطيوس كلوروس إمبراطور روماني
- عيزانا ملك حبشي
- غاليريوس إمبراطور روماني
- فالنس إمبراطور روماني
- جراتيان إمبراطور روماني
- ثيودوسيوس الأول إمبراطور روماني
- هونوريوس إمبراطور روماني
- جوفيان إمبراطور روماني
- يوليان المرتد إمبراطور روماني
- مكسنتيوس إمبراطور روماني
- مكسيميانوس إمبراطور روماني
- شابور الثاني إمبراطور ساساني
- فالنتينيان الثاني إمبراطور روماني
- جرجس قديس وقائد عسكري روماني فلسطيني
- بربارة قديسة يونانية
- أغنيس الرومانية قديسة رومانية
- نقولا قديس يوناني
- بولا قديس مصري
- أنطونيوس قديس وراهب مصري
- غريغوريوس المنور قديس أرمني
- باخوم قديس وراهب مصري
- أريوس لاهوتي يوناني
- أثناسيوس الأول قديس مصري وأسقف الإسكندرية
- شمعون البرصباعي قديس مشرقي وأسقف قطسيفون
- هيلانا قديسة رومانية سورية ووالدة الإمبراطور قسطنطين الأول
- جيروم قديس روماني
- مارتين التوروزي قديس غالي
- أفراهاط قديس مشرقي فارسي
- أفرام السرياني قديس سرياني
- يوحنا ذهبي الفم قديس سوري
- أوغسطينوس قديس روماني نوميدي
- ثيوفيلس قديس مصري وأسقف الإسكندرية
- غريغوريوس النزينزي قديس روماني يوناني
- ديديموس الضرير قديس ولاهوتي ولغوي مصري قبطي
- مريم المصرية قديسة مصرية
- يوسابيوس القيصري قديس يوناني
- يوسابيوس النيقوميدي قديس يوناني سوري
- باسيليوس قيصرية قديس يوناني
- يامبليخوس فيلسوف سوري آرامي
- فاسوباندو فيلسوف هندي
- ثامسطيوس مؤرخ وفيلسوف روماني
- هيباتيا فيلسوفة مصرية يونانية
- أمبروز قديس روماني وأسقف ميلانو
- كوماراجيفا راهب وفيلسوف هندي
- أميانوس مارسيليانوس مؤرخ روماني
- أمونيوس بن هرميا فيلسوف يوناني
- ليبانيوس بليغ روماني
- ستيليكو قائد عسكري روماني
- أردشير الثالث إمبراطور فارسي
- سابور الثالث إمبراطور فارسي
- بهرام الرابع إمبراطور فارسي

## الإختراعات
- الركاب عن طريق الصينيين
- الكتاب المقدس